# Goodfellas
Goodfellas jsou česká akustická folková hudební skupina. Vznikla v Karlových Varech v roce 2008 kolem dvou sourozeneckých dvojic Andělových. První repertoár si kapela vybudovala pod vlivem převážně americké folkové a bluesové hudby, např. Jacka Johnsona, G. Love & Special Sauce či John Butler Trio.[zdroj⁠?!]
V roce 2008 vzniká první demonahrávka s názvem "Shake the Matches" se kterou má kapela úspěch hlavně na regionální scéně. Kapela intenzivně koncertuje a brzy vydává EP Sweet and Lowdown, později rozšířené v reedici o další skladby. Sestava skupiny Goodfellas se po několika změnách ustaluje ve složení: bratři Tom a Jonny (alias Gonzales) Andělovi, kytarista Edai, baskytarista Jamie Winston a bubeník a producent Honza Horáček (doprovodná kapela Miro Žbirky, Space Junkie aj.).
V roce 2011 Goodfellas nahrávají první dlouhohrající album Robbery Blues, v návaznosti na své hudební vzory oslovují producenta nahrávek skupiny G. Love & Special Sauce Chrise DiBeneditta a materiál pořizují v jeho studiu Philadelphonic v Kalifornii. Album získává dobré ohlasy, postupně získává Cenu Anděl v kategorii Objev roku, ve stejné kategorii i cenu v anketě Žebřík 2011, mezi pět nejlepších alb roku ji řadí magazín Musicserver. Album později vyšlo v Rakousku, Švýcarsku a Německu pod labelem Paté Records v distribuční síti Rough Trade. Skupina po domácím úspěchu začíná koncertovat taky v zahraničí (Ve Velké Británii vystupuje např. v londýnském 100Clubu, kde v minulosti vystupovali také Rolling Stones, Blur nebo The Beatles). V souvislosti s působením v zahraničí taky kapela jistou dobu používá názvy "The GFs" nebo "The Fellas", kvůli kolizi s názvem filmu Mafiáni v anglofonním prostředí (v orig. Goodfellas, rež. Martin Scorsese).
V roce 2013 vyšel skupině animovaný videoklip k písni Supersmooth, který pod dohledem studia Eallin animují japonští kreativci Hisatsu Kasajima a Atsushi Makino.
V roce 2014 se hudba skupiny objevuje v českém filmu Zejtra napořád režiséra Rudolfa Havlíka, titulní písní filmu je singl We Should Care.
Pět let po debutu navazuje kapela druhým albem Scarecrow. Jednotlivé skladby spojuje příběh v textech, který odkazuje na kolaps a psychické potíže kytaristy Jonnyho, který je taky autorem drtivé většiny materiálu. Na albu spolupracoval americký producent Danny Saber, který má na kontě spolupráci s The Rolling Stones, U2 nebo Davidem Bowiem. Na albu hostuje taky zpěvačka Markéta Irglová. V období po vydání alba se na pozici bubeníka střídá postupně několik hudebníků, mj. Tomáš Novák (Support Lesbiens, Viktor Dyk & WAW), nebo Dalibor Pelc.
V roce 2018 ohlásila kapela po menší odmlce návrat k názvu Goodfellas a také návrat do sestavy z období prvního alba, tedy s bubeníkem Honzou Horáčkem.

## Členové kapely
- Tom Anděl – zpěv, piano
- Jonny Anděl – kytara, zpěv
- Jamie Winston – baskytara, zpěv
- Edai – kytara
- Honza Horáček - bicí, zpěv

## Diskografie

### Studiová alba
- Shake The Matches, EP (2008)
- Sweet and Lowdown, EP (2009)
- Robbery Blues, 2011
- Scarecrow, 2016

## Ocenění
- Anděl 2011 - Objev roku[6]
- Žebřík 2011 - Objev roku[7]